# Хутір Затишшя (Житомир)
Хутір Затишшя — місцевість в Корольовському районі Житомира.

## Розташування
Хутір Затишшя на північно-східній околиці Житомира, на теренах історичного району Смоківка.  
Розташований у верхів'ї річки Крошенки довкола вулиці Коростишівської, на північ від вулиці Саєнка. Хутір Затишшя зі сходу та північного сходу обмежений міською смугою, з півночі, північного заходу та заходу — залізницею. З південного заходу та півдня до хутора Затишшя прилучається садибна забудова історичної місцевості Мар'янівка.
На території колишнього хутора є 4 топонімічних об'єкти. Головною вулицею є Коростишівська, якою курсують маршрутні таксі. 

### Топонімічні об'єкти місцевості
- Проїзд Професора Арциховського;
- Вулиця Коростишівська (північніше перехрестя з вулицею Саєнка);
- Радомишльський проїзд;
- 1-й Степовий провулок.

## Історія
Відомий з планів міста ХХ століття і документів. Сформувався з низки колишніх хуторів, що розкинулися довкола вулиці Коростишівської на теренах Смоківки. Назва «хутір Затишшя» збиральна і штучна. 
З плану міста й передмістя 1852 року відомі: хутір Здаєвського, що розташовувався на місці нинішнього обласного педагогічного ліцею; хутір Гловацього (відомий також як Головачівка) — хутір Левківської волості Житомирського повіту, що розміщувався між нинішніми вулицями Саєнка, Коростишівською й Світинською, неподалік Смоківського кладовища. У 1911 році на хуторі 12 жителів, 2 двори. 
На мапах Житомира 1906, 1915 років місцевість знаходиться за межами міста та передмість, позначена як урочище Смоківка. 
У 1923 — 1930 рр. місцевість як частина Смоківки належала до Вацківської сільської ради Левківського (пізніше Іванківського) району. 
З 1930 року територія у складі Вацківської сільської ради підпорядкована Житомирській міській раді.  
У 1950 — 1970-х рр. усі будівлі в цьому районі мали адресу «хутір Затишшя».  
У 1957 році побудована вулиця Коростишівська. До того хутори з вулицею Старокиївською (нині вулиця Саєнка) з'єднувала дорога, що звиваючись прямувала до хуторів Соха-Чешейка, Харченка (нині Світин). Ділянка дороги збереглася у вигляді Радомишльського проїзду.  
У 1990-х роках проїзди хутора дістали самостійні назви та адресацію будівель.     
Садиби Радомишльського проїзду, окремі садиби нинішніх Коростишівської вулиці та проїзду Академіка Арциховського здебільшого сформувалися до Другої світової війни. Житлова забудова проїзду Академіка Арциховського продовжується дотепер.     
У 1990-х роках неподалік хутора Затишшя здійснювалося будівництво нового масиву садибної забудови Мар'янівки між річками Крошенка й Вошивиця. Один з новоутворених проїздів у 1989 році отримав назву Затишний. Нова назва закріпила історичний топонім.     